# Danielle Green
Danielle Green är en amerikansk basketspelare med framgångar hos University of Notre Dame mellan 1995 och 2000. 
Hon förlorade sin vänstra hand i en granatattack i Irak den 25 maj 2004. Efter skadan gav Green intervjuer i bland annat New York Times i vilka hon kritiserade den amerikanska närvaron i Irak, vilket föranledde kommentarer från dåvarande utrikesminister Colin Powell och kom att utnyttjas av motståndare till kriget. Sedermera har hon emellertid gjort uttalanden som tyder på en ändrad ståndpunkt, och förklarat att hon inte ångrar att hon åkte till Irak, vilket förespråkare för en fortsatt närvaro i Irak har använt i sin argumentation.